# Denicé
Denicé ist eine französische Gemeinde mit 1.574 Einwohnern (Stand 1. Januar 2022) im Département Rhône in der Region Auvergne-Rhône-Alpes.

## Geographie
Die Gemeinde liegt rund sechs Kilometer westlich der Stadt Villefranche-sur-Saône im Weinbaugebiet Beaujolais. Nachbargemeinden sind:
- Saint-Julien im Norden,
- Villefranche-sur-Saône im Nordosten,
- Gleizé im Südosten,
- Lacenas im Süden,
- Cogny im Südwesten,
- Rivolet im Westen und
- Montmelas-Saint-Sorlin im Nordwesten.

Das Gemeindegebiet wird vom Flüsschen Nizerand in östlicher Richtung durchquert, das schließlich bei Villefranche-sur-Saône in die Saône mündet.

## Geschichte
Bis 1789 gehörte Denicéé zur historischen Provinz Lyonnais.

### Bevölkerungsentwicklung
| Jahr                       | 1968 | 1975 | 1982 | 1990 | 1999 | 2006 |
| Einwohner                  | 1004 | 975  | 979  | 1121 | 1256 | 1250 |
| Quellen: Cassini und INSEE |      |      |      |      |      |      |

## Sehenswürdigkeiten
- Chapelle de Chevènes, Kapelle aus dem 14. Jahrhundert – Monument historique[1]

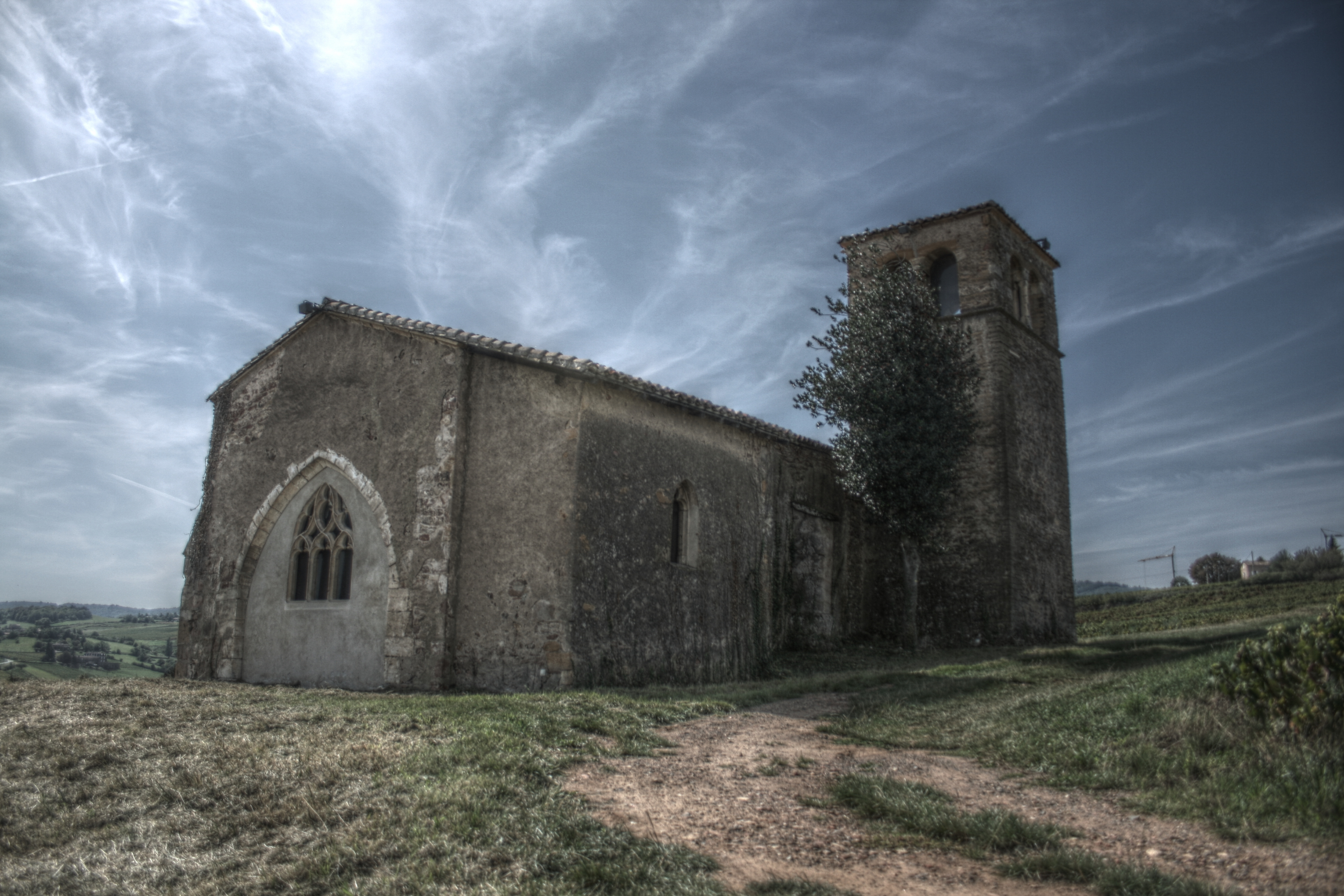
Chapelle de Chevènes

## Gemeindepartnerschaften
- Oestrich-Winkel, Deutschland